# 상주앙델헤이
상주앙델헤이(포르투갈어: São João del-Rei)는 브라질의 미나스제라이스주에 위치한 도시이다. 이 도시는 탕크레두 네베스 전 브라질 대통령의 고향이기도 하다.